# Werner Lutz (Musiker)
Werner Lutz  (* 18. Februar 1931 in Bay Shore, Long Island; † 28. Februar 2025) war ein US-amerikanischer Jazzmusiker (Trompete, Flügelhorn).

## Leben und Wirken
Lutz besuchte das Potsdam State Teachers College (heute SUNY Potsdam), um Musiklehrer zu werden. Dort lernte er Brenda Ward kennen, und die beiden heirateten gleich nach seinem Abschluss 1953. Er meldete sich bei der US-Armee und wurde in Fort Dix, New Jersey, stationiert, wo er in der Militärband spielte. Nach seiner Entlassung zog er mit seiner Frau nach Long Island, wo er professionell Trompete spielte und Musik an einer öffentlichen Schule unterrichtete. 1966 zog er mit seiner Familie nach Branchville, um an der neuen High School des Sussex County, New Jersey zu unterrichten. Er gehörte zu den Gründungsmitgliedern der High Point Regional High School und war dort Musik- und Instrumentallehrer sowie musikalischer Leiter der Theaterstücke. Er komponierte das Lied „Praising High Point“ und schrieb gemeinsam mit Ed Molina das Kampflied „Wildcat Roar“. Er war außerdem Vorsitzender der Bildungsvereinigung und blieb diesem Amt bis zu seinem Ruhestand 1986 treu.
Als Mitglied der NYC Local 802 Musicians Union spielte Lutz an den meisten Wochenenden im Großraum New Jersey. Nach seiner Rückkehr nach New Jersey dirigierte er das Sussex County Symphony Orchestra. Nach seinem Ausscheiden aus dem Lehramt spielte er Trompete in der Combo Swing ’N Dixie, ab den 1990er-Jahren in der Dixieland-Jazz-Bands von Jack Rummel (Brun’s Boys: The Return of Brun Campbell and His Followers) und mit The Bob Crosby’s Bob Cats unter der Leitung von Ed Metz, Sr. (Off to a New Start, mit Lou Mauro und Eddie Metz junior). Im Bereich des Jazz war er laut Tom Lord zwischen 1992 und 2000 an sechs Aufnahmesessions beteiligt. Außerdem spielte er 1981 auf einem von Ronald Reagans Amtsantrittsbällen und trat weltweit auf, auch in Osteuropa. Lutz lebte zuletzt in Bristol Glen in Newton, New Jersey.

## Diskographische Hinweise
- Jack Rummel: Brun’s Boys: The Return of Brun Campbell and His Followers (Diagonal, 1992)
- The Bob Crosby Bob Cats: Going Places, Doing Things (Nagel-Heyer Records, 2002), mit Ed Metz, Sr., Harold Johnson, Paul Hubbell, Terry Myers, Bob Leary, Carl McVicker, Eddie Metz, Jr.